# Roscheria melanochaetes
Genre
Espèce
Synonymes
- Phoenicophorium viridifolium H.Wendl., 1878
- Verschaffeltia melanochaetes H.Wendl., 1871

Statut de conservation UICN

 NT  : Quasi menacé
Roscheria melanochaetes est une espèce de palmiers (Arecaceae) originaire des Seychelles. C'est l'unique représentant du genre Roscheria (genre monotypique).

## Classification
- Sous-famille des Arecoideae
  - Tribu des Areceae
    - Sous-tribu des Verschaffeltiinae

Ce genre partage sa sous-tribu avec les genres suivant : Nephrosperma,  Phoenicophorium, Verschaffeltia  .

### GenreRoscheria
- (en) Catalogue of Life : Roscheria H.Wendl. ex Balf.f. (consulté le 8 avril 2023)
- (en) GRIN : genre Roscheria  H. Wendl. ex Balf. f. (+liste d'espèces contenant des synonymes) (consulté le 15 août 2014)
- (en) World Checklist of Selected Plant Families (WCSP) : Roscheria  H.Wendl. ex Balf.f. (1877)  (consulté le 15 août 2014)
- (en) NCBI : Roscheria (taxons inclus) (consulté le 15 août 2014)
- (en) The Plant List : Roscheria  (consulté le 15 août 2014)
- (en) Tropicos : Roscheria H. Wendland ex Balf. f. in Baker  (+ liste sous-taxons) (consulté le 15 août 2014)
- (en) UICN : taxon  Roscheria  (consulté le 7 janvier 2023)

### EspèceRoscheria melanochaetes
- (en) JSTOR Plants : Roscheria melanochaetes  (consulté le 14 août 2014)
- (en) Catalogue of Life : Roscheria melanochaetes (B.S.Williams) H.Wendl. ex Balf.f. (consulté le 17 décembre 2020)
- (en) GRIN : espèce Roscheria melanochaetes  (H. Wendl.) H. Wendl. ex Balf. f. (consulté le 15 août 2014)
- (en) World Checklist of Selected Plant Families (WCSP) : Roscheria melanochaetes  (B.S.Williams) H.Wendl. ex Balf.f. (1877)  (consulté le 15 août 2014)
- (en) NCBI : Roscheria melanochaetes (taxons inclus) (consulté le 15 août 2014)
- (en) The Plant List : Roscheria melanochaetes (H.Wendl.) H.Wendl. ex Balf.f.  (source : KewGarden WCSP) (consulté le 15 août 2014)
- (en) Tropicos : Roscheria melanochaetes (H. Wendl.) H. Wendl. ex Balf. f.  (+ liste sous-taxons) (consulté le 15 août 2014)
- (en) UICN : espèce Roscheria melanochaetes  (H.Wendl.) H.Wendl. ex Balf.f. (consulté le 15 août 2014)